# Vision Zero
Vision Zero è un progetto di sicurezza stradale nato in Svezia nel 1997 avente lo scopo di eliminare i morti ed i feriti a causa di incidenti stradali. Il progetto si è diffuso poi in altri Paesi europei come Regno Unito e Svizzera. In collaborazione con le città a 30Km/h.
L'azione si fonda sul fatto che la vita delle persone (come anche la loro salute) ha un valore che non si può ridurre ad un “costo” da mettere a confronto con altri costi (come quelli degli interventi per la messa in sicurezza delle strade).
I principi sono diversi: quello etico (che sancisce l'importanza assoluta della vita umana e della salute rispetto ad ogni altra cosa); quello di responsabilità (che sancisce la condivisione della stessa tra chi viaggia e chi gestisce strade e traffico) e quello di sicurezza (che chiede di tenere i considerazione la possibilità di errore).
Non si trascurano inoltre i limiti di velocità, che possono essere definiti a seconda della tipologia di strada (urbane, extraurbane, ecc). Non va dimenticato che in ambito urbano possono avvenire molti incidenti, e che a velocità superiori a 30 km/h l'impatto di un'auto con un pedone inizia a produrre conseguenze molto gravi.
L'approccio Vision Zero è alla base del nuovo programma europeo di riduzione delle vittime da incidenti stradali. È inoltre uno dei principi ispiratori dello standard internazionale ISO 39001 "Road Traffic Safety Management Systems", volto alla riduzione del numero di morti e feriti gravi sulle strade.